# 26. pluk velení, řízení a průzkumu
26. pluk velení, řízení a průzkumu je součástí Vzdušných sil Armády České republiky. Pluk je vyzbrojen převážně radiolokační technikou ke zjišťování a sledování objektů ve vzdušném prostoru. Hlavním úkolem útvaru je zabezpečení nedotknutelnosti vzdušného prostoru České republiky v rámci jednotného integrovaného systému PVO v Evropě (NATINAMDS). Velitelem jednotky je od 1. srpna 2024 plukovník Zdeněk Patera.

## Úkoly pluku
- Nepřetržitý radiolokační průzkum a vyhodnocování vzdušných objektů ve vzdušném prostoru České republiky,
- taktické řízení sil a prostředků vyčleněných do PVO NATO v Evropě – NATINAMDS,
- taktické řízení prostředků vyčleněných pod národní velení,
- zabezpečení trvalého informačního toku k nadřízeným a podřízeným složkám v rámci organizační struktury AČR,
- řízení letového provozu vojenského letectva a jeho koordinace s ostatním letovým provozem ve vzdušném prostoru.[3]
- Udržování provozuschopnosti prostředků radiotechnického zabezpečení, sloužících pro řízení letového provozu.[4]

## Organizační struktura
Pod přímým velením pluku se nachází Opravna leteckých radionavigačních systémů v Olomouci a Stanoviště zabezpečení letových provozních služeb v Praze.
 Radiotechnické roty

 261. středisko řízení a uvědomování (CRC)

 Rota zabezpečení záložního místa velení

### 261. středisko řízení a uvědomování
Jednotka sídlící v obci Hlavenec se v rámci jednotného integrovaného systému PVO NATO (NATO Integrated Air and Missile Defence System – NATINAMDS) podílí na zabezpečování suverenity vzdušného prostoru ČR a NATO. V alianční struktuře je řazena mezi jednotky označované jako Control and Reporting Centre (CRC). Zahrnuje odbor bojového řízení s úkolem výkonného řízení prostředků do PVO ČR a NATO, odbor komunikačních a informačních systémů s úkolem zabezpečení provozu informačních, komunikačních a kryptografických prostředků a odbor logistiky s úkolem zabezpečení komplexní logistické podpory a provozu technologií.
Ke dni 1. 7. 2016 vznikly v rámci 261. střediska řízení a uvědomování tři nové jednotky:
- Centrum řízení operací
- Centrum podpory řízení a velení
- Centrum zabezpečení bojové činnosti

### 262. radiotechnický prapor
Prapor ve své struktuře podřízených radiotechnických rot a roty přípravy specialistů radiotechnického vojska zabezpečuje technický provoz radiolokační techniky, komplexní logistické zabezpečení provozu podřízených rot a zajištění jejich ochrany, obrany a obnovení bojeschopnosti.
- 1. radiotechnická rota Nepolisy, radiolokátor RAT-31 DL, RL-4AS
- 2. radiotechnická rota Pomezí, radiolokátory RL-5M, ELM-2084 MADR
- 3. radiotechnická rota Stará Ves nad Ondřejnicí, radiolokátory ELM-2084 MADR
- 4. radiotechnická rota Sokolnice, radiolokátor RAT-31 DL, RL-4AS
- 5. radiotechnická rota České Budějovice, ELM-2084 MADR
- 6. radiotechnická rota Planá, radiolokátory RL-5M, ELM-2084 MADR
- 7. radiotechnická rota Hrušovany, radiolokátory ELM-2084 MADR

### 263. prapor podpory
263. prapor podpory vznikl v rámci reorganizace pluku dne 1. 7. 2016, přičemž mu byly podřízeny následující jednotky:
- rota bojového zabezpečení
- rota zabezpečení záložního místa velení Čeradice
- rota logistiky
- rota bojového zabezpečení (aktivní záloha)

## Radiolokační výzbroj
| Název        | Obrázek   | Původ  | Určení                      | Počet | Poznámky |
| ------------ | --------- | ------ | --------------------------- | ----- | --- |
| ELM-2084 MMR |           | Izrael | 3D Přehledový radiolokátor  | 8     | Dálkový dosah 350–474 km (dle terénu), výškový 3 km Mobilní přehledový 3D radiolokátor Objednáno celkem 8 kompletů |
| RL-4AS       |           | ČSSR   | radiolokační dálkoměr       |       | Dálkový dosah 200 km. Mobilní přehledový radiolokátor, jehož výrobcem byla v 80. letech Tesla Pardubice. Pro vytvoření 3D obrazu je zapojován spolu s výškoměrem PRV-17. |
| RAT-31 DL    | RAT-31 DL | Itálie | stacionární 3D radiolokátor | 2     | Dálkový dosah 500 km, výškový 30 km. Třídimenzionální (3D) radiolokátor RAT-31DL typu FADR (Fixed Air Defence Radar) u Sokolnic spolu se stejným radiolokátorem u Nepolis tvoří součást páteřní radiolokační sítě NATO v rámci integrovaného systému protivzdušné obrany NATINAMDS. |